# 全印足球協會
全印足球協會（英語：All India Football Federation）是專門管轄印度足球事務的組織。該組織成立於1937年，並在1948年、1954年和1997年先後加入國際足協、亞洲足協和南亞足球協會。
2022年8月，国际足联以第三方施加不利影响为由暂停全印足球協會会籍，禁止其在未来举办国际足球比赛，包括原定于2022年11月举行的2022年國際足協U-17女子世界盃。

## 外部連結
- 官方網頁
- 亞洲足協網頁
- 國際足協網頁（页面存档备份，存于）